# Новосирія
«Новосирія» — інтернет-мем, що виник на тлі інтервенції Росії в Сирію у вересні 2015 року та є алюзією терміна «Новоросія», — російського проекту зі створення проросійської «держави» на теренах частини України.
Затвердженню інтернет-мему сприяє поширення в російському інформаційному просторі пропагандистської хвилі щодо «братських відносин» росіян з сирійцями та наміром влади Росії «захищати росіян» у Сирії, подібно до того, як до цього «зелені чоловічки» «захищали росіян» в українських Криму та Донбасі.

## Цікаві факти
- «Родинність долі» народів Росії та Сирії була обіграна комедійним «квартетом І» у російському фільмі 2007 року «День виборів»[8];
- Тезу про «спільність долі» Сирії та Росії з серпня 2013 року розвиває також і Президент Сирії Башар Асад[9].